# Fäbodsjön (Ovansjö socken, Gästrikland, 672210-153359)
Fäbodsjön är en sjö i Sandvikens kommun i Gästrikland och ingår i Gavleåns huvudavrinningsområde. Sjön är 2,3 meter djup, har en yta på 0,312 kvadratkilometer och är belägen 118 meter över havet. Sjön avvattnas av vattendraget Vallbyån.

## Delavrinningsområde
Fäbodsjön ingår i det delavrinningsområde (672167-153268) som SMHI kallar för Utloppet av Fäbodsjön. Medelhöjden är 154 meter över havet och ytan är 3,14 kvadratkilometer. Räknas de 15 avrinningsområdena uppströms in blir den ackumulerade arean 83,09 kvadratkilometer. Vallbyån som avvattnar avrinningsområdet har biflödesordning 2, vilket innebär att vattnet flödar genom totalt 2 vattendrag innan det når havet efter 60 kilometer. Avrinningsområdet består mestadels av skog (68 procent). Avrinningsområdet har 0,3 kvadratkilometer vattenytor vilket ger det en sjöprocent på 9,7 procent.